# شکار روح

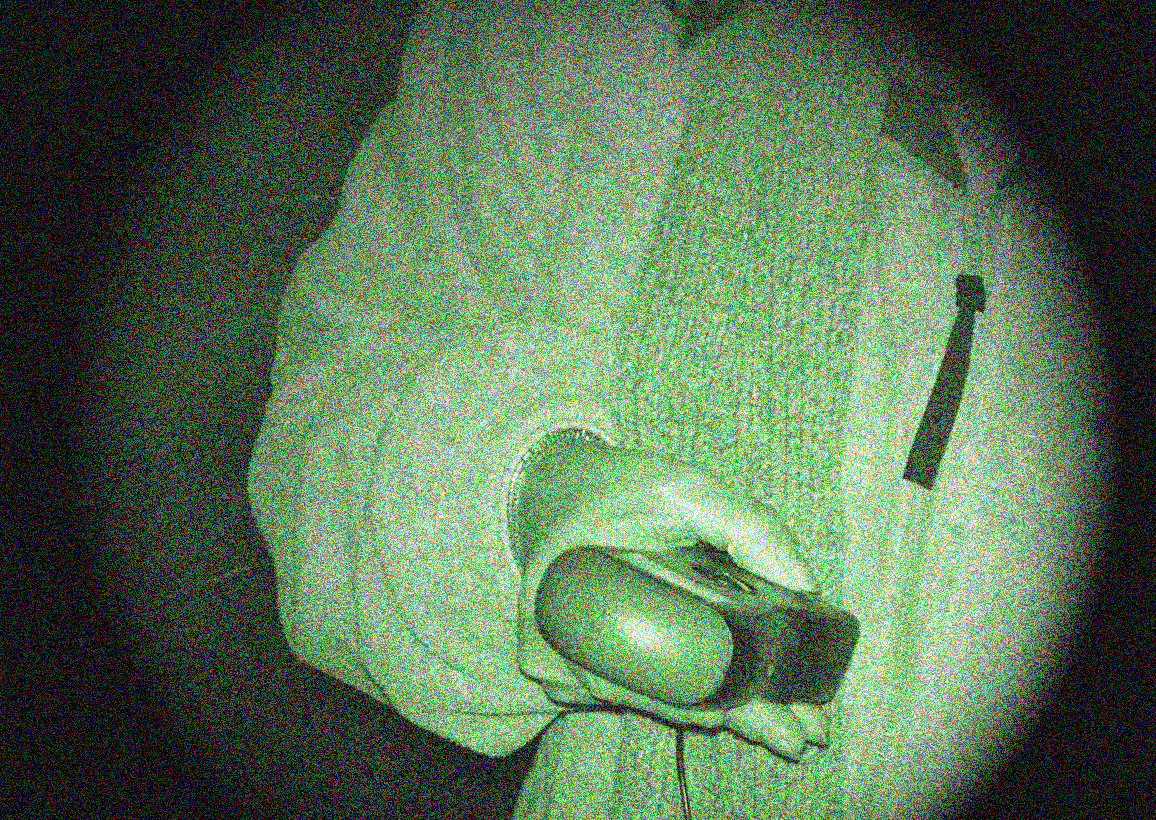
یک شکارچی ارواح در حال کار با دستگاه سنجش‌گر الکترومغناطیس

شکار ارواح فرایند بررسی مکان‌هایی است که گزارش شده‌است توسط ارواح تسخیر شده‌اند. به‌طور معمول، یک تیم شکار ارواح تلاش می‌کند شواهدی را جمع‌آوری کند که وجود فعالیت‌های ماوراءالطبیعه را نشان دهد. شکارچیان ارواح از انواع دستگاه‌های الکترونیکی از جمله سنجش‌گر الکترومغناطیس، دماسنج دیجیتال، دوربین‌های ویدئویی دیجیتال دستی و ثابت، از جمله دوربین‌های حرارتی و دید در شب، عینک‌های دید در شب و همچنین ضبط‌کننده‌های صوتی دیجیتال استفاده می‌کنند. سایر تکنیک‌های سنتی‌تر مانند انجام مصاحبه و پژوهش در مورد تاریخ مکان‌های ادعایی خالی از سکنه نیز مورد استفادهٔ استفادهٔ آن‌ها قرار می‌گیرد. شکارچیان ارواح همچنین ممکن است خود را با عنوان محققان ماوراءالطبیعه معرفی کنند.
شکار ارواح به‌دلیل رد کردن روش علمی به‌شدت مورد انتقاد قرار گرفته‌است. هیچ پژوهش علمی تاکنون نتوانسته‌است که وجود ارواح را تأیید کند. شکار ارواح توسط اکثریت قریب به اتفاق مربیان، دانشگاهیان و نویسندگان علمی، یک نمونه از شبه‌علم در نظر گرفته می‌شود.

## تاریخچه

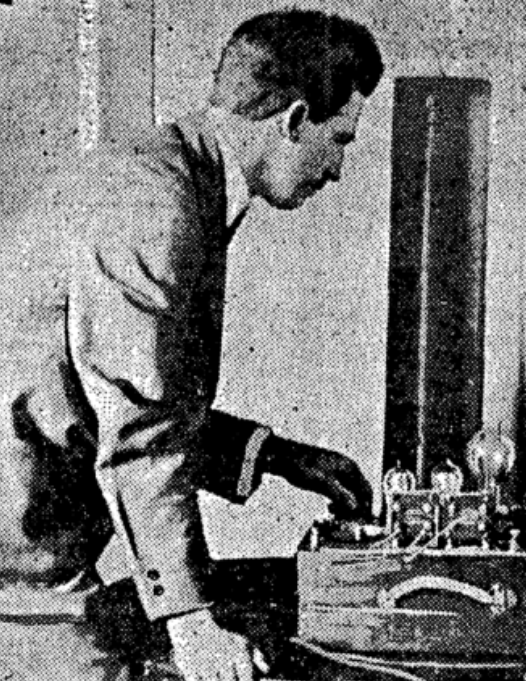
پژوهشگر روان بریتانیایی هروارد کارینگتون با آشکارساز ارواح "Ululometer" خود، در سال ۱۹۲۲.

پژوهش‌های ماوراءالطبیعه به قرن نوزدهم و سازمان‌هایی مانند جامعه تحقیقات روان بازمی‌گردد که در مورد مسائل معنوی پژوهش می‌کنند. هری پرایس، پژوهشگر روان‌شناسی ، کتاب اعترافات یک شکارچی ارواح خود را در سال ۱۹۳۶ منتشر کرد.
شکار ارواح در دههٔ ۲۰۰۰ توسط مجموعه‌های تلویزیونی مانند Most Haunted و Ghost Hunters، همراه با افزایش دسترسی به تجهیزات با تکنولوژی بالا رایج شد. انجمن ماوراءالطبیعهٔ آتلانتیک گزارش داده‌است که تعداد اعضای خود در اواخر دههٔ ۲۰۰۰ دو برابر شده‌است و این امر را به برنامه‌های تلویزیونی نسبت می‌دهند. علی‌رغم عدم پذیرش شکار ارواح در محافل دانشگاهی، محبوبیت برنامه‌های تلویزیون واقع‌نمای شکار ارواح، تعداد زیادی از افراد را تحت تأثیر قرار داده‌است تا این برنامه‌ها را دنبال کنند.
کسب‌وکارهای کوچک ارائه‌کنندهٔ تجهیزات شکار ارواح و خدمات تحقیقات ماوراءالطبیعه در اوایل دههٔ ۲۰۰۰ افزایش یافتند. بسیاری از آن‌ها دستگاه‌های سنجش‌گر میدان الکترومغناطیسی (EMF)، حسگرهای حرکتی فروسرخ و دستگاه‌هایی را ارائه می‌کنند که با عنوان «ردیاب‌های شبح» نام‌گذاری می‌شوند. رونق کسب‌وکارهای مرتبط با ماوراءالطبیعه به گونه‌ای است که برخی از کسب‌وکارهای کوچک مرتبط با شکار ارواح از طریق تبلیغات پادکست و وب‌سایت، کتاب، دی‌وی‌دی، ویدئو و سایر شرکت‌های تجاری مرتبط سود بالایی کسب می‌کنند.
یک گروه شکار ارواح با نام "A Midwest Haunting" مستقر در ماکوم، ایلینوی، گزارش داد که تعداد افرادی که در تورهای آن‌ها شرکت می‌کنند سه برابر شده‌است و از حدود ۶۰۰ نفر در سال ۲۰۰۶ به ۱۸۰۰ نفر در سال ۲۰۰۸ رسیده‌است. دیگران، مانند ماری کاف از گروه "جویندگان روح آیداهو" به افزایش ترافیک در وب‌سایت‌ها و تابلوهای پیام خود اشاره می‌کنند که نشانه‌ای از پذیرش و افزایش علاقه به موضوع شکار ارواح است. شرکت‌کنندگان می‌گویند که شکار ارواح به آن‌ها امکان می‌دهد از دوستی افراد همفکر با خود لذت ببرند و به‌طور فعال علاقهٔ خود را به امور ماوراءالطبیعه دنبال کنند. به گفتهٔ جیم ویلیس از گروه "اشباح اوهایو"، اعضای گروه او دو برابر شده و از زمان تأسیس آن در سال ۱۹۹۹ به ۳۰ نفر افزایش یافته‌است و هم باورمندان واقعی و هم افراد شکاک را شامل می‌شود. ویلیس می‌گوید که گروه او "به هر طریقی به دنبال پاسخ می‌گردند" و برای کسانی که می‌خواهند "در این زمینه جدی گرفته شوند" شک و تردید پیش‌نیاز است.
نویسنده جان پاتس می‌نویسد که گروه‌های شکار ارواح مدرن روش علمی را نادیده می‌گیرند و در عوض از نوعی «تکنولوژی عرفان» پیروی می‌کنند.
محبوبیت شکار ارواح گاه منجر به حوادث و آسیب‌هایی شده‌است. در یک رخداد، گروهی از نوجوانان در ووردینگتن، اوهایو با تصور خالی بودن خانه‌ای که گفته می‌شد «شبح‌زده» است، وارد آن شدند اما صاحب خانه به خودروی آن‌ها شلیک کرد و یکی از نوجوانان را به‌شدت مجروح کرد. در یک رویداد دیگر، زنی در حال شکار ارواح، بر اثر سقوط از ساختمان دانشگاه تورنتو جان باخت.
شاخه‌ای از شکار ارواح، تور تجاری ارواح است که توسط راهنمای محلی یا اپراتور تور برگزار می‌شود. از آن‌جایی که هم مجریان تور و هم صاحبان املاک خالی از سکنه در سود این شرکت‌ها سهیم هستند، برخی معتقدند که ادعاهای تسخیر شدن مکان‌ها، اغراق‌آمیز یا ساختگی و به منظور افزایش حضور توریست‌ها هستند. گفته می‌شود که شهر ساوانا، جورجیا، با داشتن بیش از ۳۱ تور تا سال ۲۰۰۳، شهری در آمریکا با بیشترین تورهای ارواح است.

## محققان برجستهٔ ماوراءالطبیعه

### هری پرایس

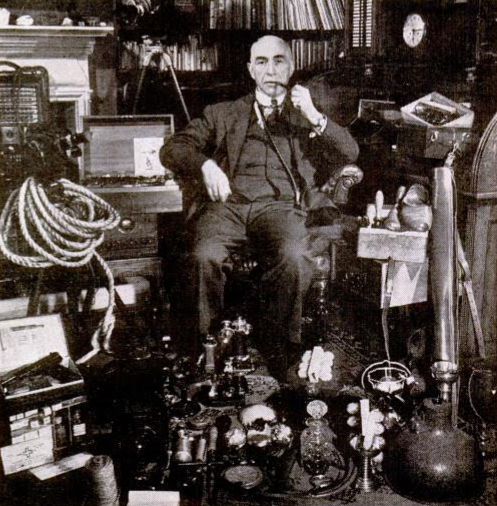
هری پرایس همراه با لوازم مختلف و تجهیزات «شکار ارواح» خود در تصویر

هری پرایس (۱۸۸۱–۱۹۴۸) فراروان‌شناس، پژوهشگر روان‌شناسی و نویسندهٔ بریتانیایی بود که به‌دلیل تحقیقاتش در مورد پدیده‌های روانی و افشای مدیوم‌های معنوی کلاهبردار، شهرت عمومی پیدا کرد. او بیشتر به‌دلیل تحقیقاتی که در مورد بورلی رکتوری ظاهراً تسخیر شده در اسکس انگلستان منتشر کرده‌است، شناخته شده‌است. در کتابی به‌نام هری پرایس: بیوگرافی یک شکارچی ارواح نوشتهٔ پل تابوری در سال ۱۹۵۰، پژوهش‌ها و نتیجه‌گیری‌های پرایس در معرض دید گسترده‌ای قرار گرفت. او همچنین یکی از اعضای قدیمی باشگاه ارواح مستقر در لندن بود.

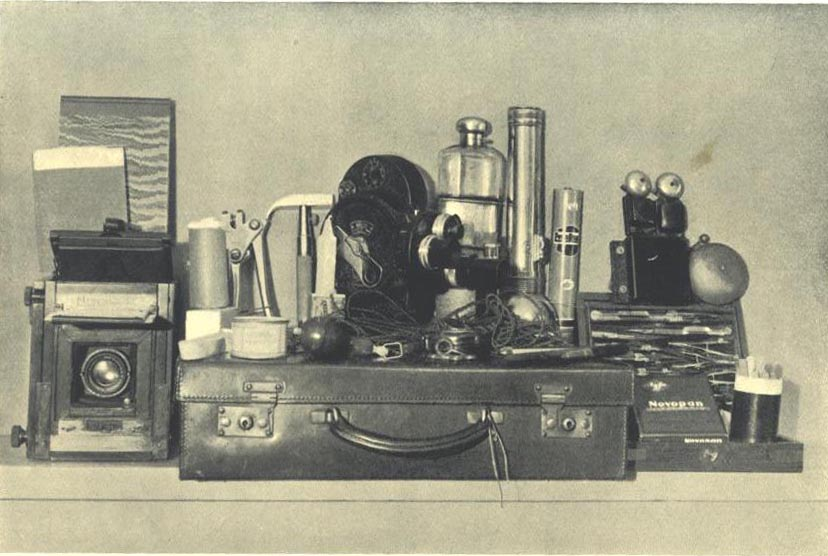
کیت شکار ارواح پرایس شامل دوربین‌های رفلکسی و سینماتوگراف، ابزاری برای آب‌بندی درها و پنجره‌ها، دستگاه کنترل‌های الکتریکی مخفی، نوار فولادی، ابزار طراحی، یک بطری جیوه و گرافیت پودری برای ایجاد اثر انگشت بود.

پرایس نوشت که عکس‌هایی که به‌عنوان اکتوپلاسم شخصی به‌نام اوا کاریر ارائه شده‌اند، مصنوعی هستند و به‌نظر می‌رسند که از مقوا و پرتره‌های روزنامه ساخته شده‌اند. در سال ۱۹۲۰ اوا کاریر توسط محققان روانی در لندن مورد بررسی قرار گرفت. تجزیه و تحلیل اکتوپلاسم او نشان داد که از کاغذ جویده شده ساخته شده‌است. او همچنین در سال ۱۹۲۲ مورد بررسی قرار گرفت و نتیجهٔ آزمایش‌ها در مورد ادعای او منفی بود. پرایس همچنین در مورد ادعای جورج والیانتین در لندن تحقیق کرد. در این جلسه والیانتین ادعا کرد که با «روح» آهنگساز لوئیجی آردیتی که به زبان ایتالیایی صحبت می‌کرد تماس گرفته‌است. پرایس هر واژه‌ای را که به آردیتی نسبت داده می‌شد یادداشت کرد و مشخص شد که آن‌ها با صفحه‌ای از یک کتاب آموزش ایتالیایی مطابقت واژه به واژه دارند.
در سال ۱۹۳۳، فرانک دکر توسط پرایس در آزمایشگاه ملی تحقیقات روانی مورد بررسی قرار گرفت. تحت کنترل‌های علمی دقیقی که پرایس ساخته بود، دکر نتوانست هیچ پدیده‌ای را نمایش دهد. پژوهش‌های روانی پرایس با پژوهش در مورد ترفند طناب هندی کراچی و توانایی‌های Kuda Bux در راه رفتن روی آتش ادامه یافت. در سال ۱۹۳۶، پرایس از خانه‌ای به‌ظاهر تسخیر شده در مپام ، کنت برای بی‌بی‌سی پخش کرد و اعترافات یک شکارچی ارواح و تسخیر شکاف کشن را منتشر کرد.
دوستان پرایس شامل افشاگران دیگر رسانه‌های کلاهبردار مانند هری هودینی و روزنامه‌نگار ارنست پالمر بودند.

### اد و لورِین وارِن
وارن‌ها بیشتر به‌خاطر مشارکت در پروندهٔ وحشت در آمیتی‌ویل در سال ۱۹۷۶ شناخته می‌شوند که در آن زوج نیویورکی جورج و کتی لوتز ادعا کردند که خانهٔ آن‌ها توسط یک حضور خشن و شیطانی تسخیر شده، به‌طوری‌که در نهایت آن‌ها را از خانهٔ خود بیرون کرده‌است. استفان و رکسان کاپلان، نویسندگان توطئهٔ ترسناک آمیتی‌ویل، این پرونده را یک «فریب» توصیف کرده‌اند. لورین وارن اما به خبرنگار روزنامهٔ اکسپرس تایمز گفته‌است که وحشت در آمیتی‌ویل یک دروغ نبود. تسخیر گزارش شده، اساس کتاب وحشت در آمیتی‌ویل در سال ۱۹۷۷ بود که در فیلم‌های سال ۱۹۷۹ و ۲۰۰۵ با همین نام اقتباس شد و در عین حال الهام‌بخش مجموعه فیلم‌های بعدی نیز بود. نسخهٔ وارنز از رویدادها تا حدی اقتباس شده و در سکانس آغازین فیلم احضار ۲ (۲۰۱۶) به تصویر کشیده شده‌است. به گفتهٔ بنجامین رادفورد اما این داستان «توسط شاهدان عینی، پژوهش‌ها و شواهد پزشکی قانونی تکذیب شده‌است». در سال ۱۹۷۹، ویلیام وبر وکیل گزارش داد که او، جِی آنسون، و سرنشینان خانه، آن داستان ترسناک را «اختراع» کرده‌اند.
داستان‌های ارواح و اشباحی که توسط وارن‌ها رایج شده‌اند به‌عنوان ده‌ها فیلم، سریال تلویزیونی و مستند، از جمله فیلم‌هایی در دنیای سینمایی احضار از جمله آنابل، آنابل: آفرینش، آنابل به خانه می‌آید و پیش‌درآمدهای فرعی احضار (فیلم ۲۰۱۳) اقتباس شده‌اند.

## آمار باورمندان
بر پایهٔ یک نظرسنجی که در اکتبر ۲۰۰۸ توسط آسوشیتدپرس و ایپسوس انجام شد، ۳۴ درصد از آمریکایی‌ها به وجود ارواح باور دارند. علاوه بر این، یک نظرسنجی گالوپ که در ۶ تا ۸ ژوئن ۲۰۰۵ انجام شد، نشان داد که حدود یک سوم (۳۲٪) آمریکایی‌ها باور دارند که ارواح وجود دارند اما این باورها با افزایش سن، کاهش می‌یابند. پس از بررسی سه کشور (ایالات متحده، کانادا و بریتانیا)، مشخص شد که افراد بیشتری نسبت به سایر موارد ماوراءالطبیعهٔ آزمایش شده به خانه‌های تسخیرشده باور دارند، که شامل ۳۷٪ از آمریکایی‌ها، ۲۸٪ از کانادایی‌ها، و ۴۰ درصد از بریتانیایی‌ها بود.
در سال ۲۰۰۲، بنیاد ملی علوم، خانه‌های تسخیرشده، ارواح و ارتباط با مردگان را در میان باورهای شبه‌علمی دسته‌بندی کرد.

## تردیدها و انتقادات
منتقدان روش شکار ارواح، به‌ویژه استفاده از ابزارآلات را زیر سؤال می‌برند، زیرا هیچ ارتباط علمی اثبات‌شده‌ای بین وجود ارواح و نقاط سرد یا میدان‌های الکترومغناطیسی وجود ندارد. جو نیکل پژوهشگر می‌گوید که شکارچیان ارواح اغلب خود را با سنجش‌گر الکترومغناطیس، دماسنج‌هایی که می‌توانند نقاط سرد را شناسایی کنند و میکروفون‌های بی‌سیمی که نویز پس‌زمینه را حذف می‌کنند مجهز می‌کنند، اما این تجهیزات برای شناسایی ارواح طراحی نشده‌اند. نیکل می‌گوید: "هاله‌ها و گوی‌های نوری که روی عکس‌ها ظاهر می‌شوند، اغلب ذرات گرد و غبار یا رطوبت هستند. صداهایی که توسط ضبط صوت گرفته می‌شوند می‌توانند سیگنال‌های رادیویی یا نویز از ضبط‌کننده باشند، میدان الکترومغناطیس ممکن است ناشی از سیم‌کشی معیوب، برج‌های مایکروویو، آهن، تجهیزات ضبط، یا تلفن‌های همراه خاموش باشد و حسگرهای دمایی نیز می‌توانند بازتاب‌ها را از آینه یا سطوح فلزی دیگر دریافت کرده باشند". نیکل همچنین از عمل جستجوی تنها در تاریکی انتقاد کرده و گفته‌است که از آنجایی که برخی از ارواح با عنوان «سایه‌ها یا موجودات تاریک» توصیف می‌شوند، او جستجوها را در شرایط روشن به‌جای تاریک انجام می‌دهد.

## روش‌ها و تجهیزات

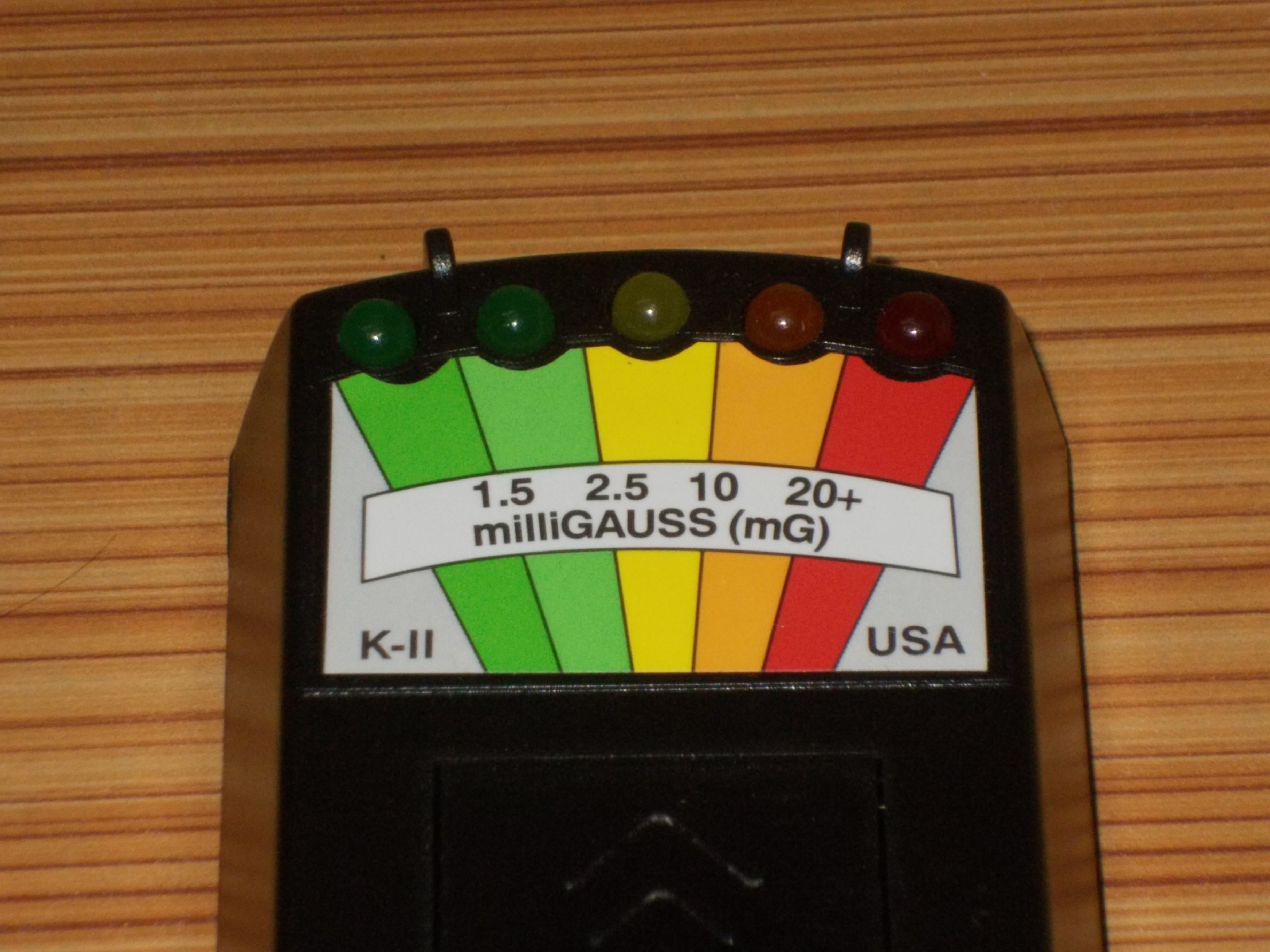
ال‌ای‌دی‌های رنگی سنجش‌گر میدان الکترومغناطیس محدوده ایمن

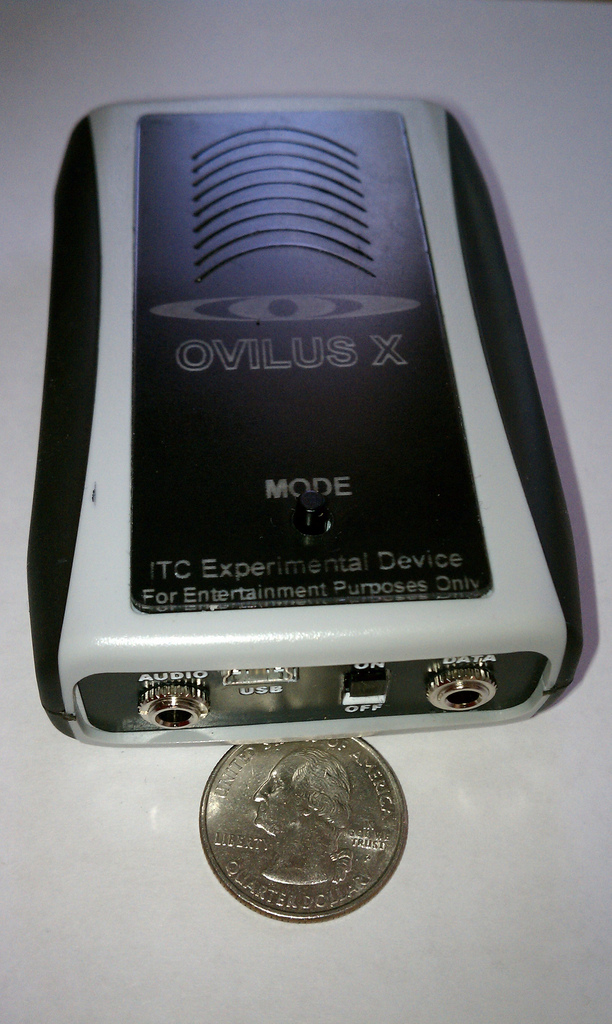
یک دستگاه Ovilus که واژه‌های ضبط شده را از یک فرهنگ لغت از پیش برنامه‌ریزی شده در پاسخ به تغییرات میدان الکترومغناطیسی پخش می‌کند. این دستگاه «تنها برای اهداف سرگرمی» است.

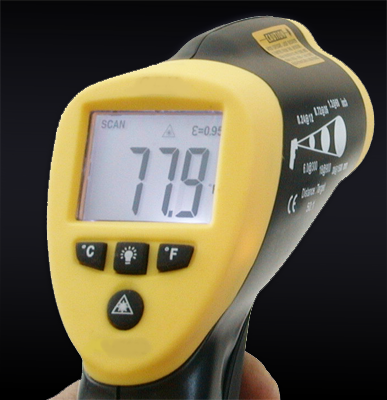
یک دماسنج فروسرخ دستی از نوع استفاده‌شده توسط برخی از شکارچیان ارواح

شکارچیان ارواح از تکنیک‌ها و ابزارهای مختلفی برای بررسی فعالیت‌های ماوراءالطبیعه استفاده می‌کنند. درحالی‌که هیچ پذیرش جهانی در میان شکارچیان ارواح از روش‌های زیر وجود ندارد، تعدادی از این روش‌ها و ابزارها معمولاً توسط گروه‌های شکار ارواح استفاده می‌شوند.
- عکاسی و تصویربرداری با استفاده از دوربین دیجیتال، دید در شب، فروسرخ، و حتی دوربین‌های یکبار مصرف.
- سنجش‌گرهای میدان الکترومغناطیس.[۳۸]
- تبلت برای ضبط صداها، تصاویر و سایر داده‌ها.[۳۷]
- سنجش دمای اتاق با استفاده از دوربین دمانگار،  دماسنج فروسرخ و حسگرهای فروسرخ.[۳۹]
- ضبط و بازتولید آنالوگ و دیجیتال صداها و نویزهای غیرعادی و غیرقابل توضیح
- قطب‌نما
- شمارشگر گایگر
- آشکارسازهای حرکت فروسرخ و/یا فراصوت
- تجهیزات اندازه‌گیری میزان گازها همچون کربن مونوکسید که توسط برخی شکارچیان روح با فعالیت‌های ماوراءالطبیعه، مرتبط دانسته می‌شود.
- سنجش‌گرهای فروصوت
- مصاحبه و جمع‌آوری اطلاعات از سایر افراد، دیوشناسان، روحانیون، روشن‌بینان و مدیوم‌ها[۴۰]
- تجهیزات دید در شب و دوربین‌های دمانگار

### نقطه‌های سرد
به گفتهٔ شکارچیان ارواح، یک نقطهٔ سرد منطقه‌ای است با سردی موضعی یا کاهش ناگهانی دمای محیط. ادعا می‌شود کاهش دما در نقاط سرد از چند درجهٔ فارنهایت تا بیش از ۴۰ درجه است. بسیاری از شکارچیان ارواح از دماسنج‌های دیجیتال یا دستگاه‌های حسگر حرارتی برای اندازه‌گیری چنین تغییرات دمایی استفاده می‌کنند. باورمندان ادعا می‌کنند که نقاط سرد نشان‌گر فعالیت‌های ماوراءالطبیعه یا روح در منطقه است. با این‌حال، توضیحات علمی و طبیعی بسیار زیادی برای تغییرات سریع دما در مکان‌های مختلف وجود دارد، و هیچ شواهد علمی تأییدشده‌ای در مورد وجود ارواح و تأثیر آن‌ها بر دمای هوا یافت نشده‌است.

### هاله‌های نور
برخی از شکارچیان ارواح ادعا می‌کنند که هاله‌های دایره‌ای شکل که در عکس‌ها ظاهر می‌شوند، ارواح مردگان یا سایر پدیده‌های ماوراءالطبیعه هستند. با این‌حال، چنین مصنوعات بصری نتیجهٔ عکاسی با فلاش است که حاصل برخورد نور شدید با مقداری غبار یا ذرات دیگر است، و به‌طور ویژه در دوربین‌های دیجیتال فشرده و فوق فشردهٔ مدرن، رایج است.